# Australoechus hypoleucus
Australoechus hypoleucus är en tvåvingeart som först beskrevs av Christian Rudolph Wilhelm Wiedemann 1821.  Australoechus hypoleucus ingår i släktet Australoechus och familjen svävflugor. Inga underarter finns listade i Catalogue of Life.